# New International Commentary on the Old Testament
La New International Commentary on the Old Testament è una serie di commentarii in lingua inglese ai libri del Vecchio Testamento ebraico, pubblicata dalla William B. Eerdmans Publishing Company a partire dal 1979.
La rivista Christianity Today l'ha inclusa nella lista delle pubblicazioni più significative dell'evangelicalismo nella seconda metà del XX secolo.

Al 2019, il direttore editoriale è Robert L. Hubbard Jr.